# Windows Live Movie Maker
 (septembre 2020).
Si vous disposez d'ouvrages ou d'articles de référence ou si vous connaissez des sites web de qualité traitant du thème abordé ici, merci de compléter l'article en donnant les références utiles à sa vérifiabilité et en les liant à la section « Notes et références ».
Ne doit pas être confondu avec Windows Movie Maker.
Chronologie des versions
Windows Movie Maker
Windows Live Movie Maker (nom de code Sundance) est un logiciel d'édition vidéo/audio faisant partie intégrante du projet Windows Live de Microsoft. Il a été distribué dans le but de remplacer Windows Movie Maker inclus dans l'installation de Windows Vista.
Windows Live Movie Maker est une application plus complète de Windows Movie Maker. Il se base principalement sur le besoin des utilisateurs[réf. nécessaire]. Windows Live Movie Maker permet également aux utilisateurs de publier directement ce qu'ils désirent sur SkyDrive, Facebook, YouTube et Flickr.

## Historique

### Version 2009 (Wave 3)
L'application a été distribué pour la première fois sous sa forme beta partie intégrante des logiciels Windows Live le 17 septembre 2008 sur Windows Live Essentials 2009 et la dernière version a été distribué le 19 août 2009.

### Version 2011 (Wave 4)
Le 24 juin 2010, la version beta de Windows Live Movie Maker 2011 (Wave 4) est distribué avec Windows Live Essentials 2011 beta et peu après, le 17 août 2010, une version beta mise à jour est distribué. Les utilisateurs doivent installer Windows Live Photo Gallery lors de l'installation de Windows Live Movie Maker et vice versa. La nouvelle version inclut la possibilité d'enregistrer une vidéo à partir d'une Webcam et également la possibilité d'introduire des titres de vidéo animés. La dernière version 2011 de Windows Live Movie Maker a été distribué avec la dernière version Windows Live Essentials 2011 le 30 septembre 2010.